# Glis glis
Glis glis là một loài chuột sóc lớn và loài duy nhất trong chi Glis, có mặt ở hầu khắp châu Âu. Thịt của loài thú này được người La Mã xem là một thức ăn ngon.

## Mô tả
Đây là loài chuột sóc lớn nhất, với chiều dài đầu-thân 14 đến 19 cm (5,5 đến 7,5 in), cộng với một cái đuôi dài 11 đến 13 cm. Nó thường nặng từ 120 đến 150 g (4,2 đến 5,3 oz), nhưng có thể đạt gấp đôi cân nặng đó trước kỳ ngủ đông. Cơ thể nó khá giống sóc, với mặt nhỏ, cẳng chân mảnh, và bàn chân to. Bộ lông có màu xám hay nâu xám bao phủ gần khắp người, còn mặt dưới thân thì có lông trắng hay nâu nhạt.
Không như nhiều loài cùng họ, G. glis không có sọc sậm màu trên mặt mà chỉ có một vùng lông đen quanh mắt. Đuôi dài và mọc lông rậm rạp, có màu hơi đậm hơn phần cơ thể còn lại. Chân trước có bốn ngón còn chân sau có năm. Gót chân trần. Con cái có bốn đến sáu cặp núm vú.